# Coence (Lugo)
Coence (llamada oficialmente San Mamede de Coence) es una parroquia y una aldea española del municipio de Palas de Rey, en la provincia de Lugo, Galicia.

## Otras denominaciones
La parroquia también es conocida por el nombre de San Mamed de Coence.

## Organización territorial
La parroquia está formada por dos entidades de población:
- Coence
- Gontá (Gontá de Abaixo)

## Demografía

### Parroquia
| Gráfica de evolución demográfica de Coence (parroquia) entre 2000 y 2020 |
|                                                                          |
| Datos según el nomenclátor publicado por el INE.                         |

### Aldea
| Gráfica de evolución demográfica de Coence (aldea) entre 2000 y 2020 |
|                                                                      |
| Datos según el nomenclátor publicado por el INE.                     |